# Iglesia de Nuestra Señora de los Dolores (Las Vegas)
La Iglesia de Nuestra Señora de los Dolores (en inglés: Our Lady of Sorrows Church) es una iglesia histórica de la iglesia católica, en el oeste de la Avenida Nacional en Las Vegas, Nuevo México al sureste de los Estados Unidos.
Fue construida en 1852 y fue añadido al registro nacional de lugares históricos estadounidenses en 1976. El estilo arquitectónico usado es el románico, gótico Revival y todo el lugar ocupa un espacio de 2,8 acres (1.1 hectáreas).